# 江西镇
江西镇，是中华人民共和国广西壮族自治区南宁市江南区下辖的一个乡镇级行政单位。

## 行政区划
江西镇下辖以下地区：
锦江村、同新村、同华村、同宁村、同良村、安平村、智信村、杨美村、那廊村和同江村。

## 中国传统村落
- 2012年12月，扬美村被评为首批“中国传统村落”。
- 2013年8月，同新村木村坡、同江村三江坡被评为第二批中国传统村落。